# NGC 3715
NGC 3715 је спирална галаксија у сазвежђу Пехар која се налази на NGC листи објеката дубоког неба.
Деклинација објекта је - 14° 13' 52" а ректасцензија 11h 31m 32,2s. Привидна величина (магнитуда) објекта NGC 3715 износи 12,5 а фотографска магнитуда 13,3. Налази се на удаљености од 42,884 милиона парсека од Сунца. NGC 3715 је још познат и под ознакама MCG -2-29-41, IRAS 11290-1357, PGC 35540.